# Farol da Ponta do Sinó
O Farol da Ponta do Sinó, é um farol cabo-verdiano que se localiza a 300 metros para o interior da Ponta do Sinó, no extremo Sul da Ilha do Sal, cerca de 2 Km a SW da Vila de Santa Maria, na freguesia de Nossa Senhora das Dores.
Torre quadrangular de 9 metros, em betão, com uma escada exterior conduzindo à lanterna. Tudo pintado de branco.

## Informações
- Uso actual: Ajuda activa à navegação
- Acesso: Caminhando pela areia desde o Hotel Riu Funana
- Aberto ao público: Local aberto, torre fechada